# 迎春路 (上海)
迎春路是中华人民共和国上海市浦东新区的一条街道，东西走向。道路西起靠近上海科技馆、世纪广场附近的政环路延长线，穿过联洋新社区腹地的居民区和商业区、东至丁香路。道路与位于其南方的锦绣路和其北方的丁香路部分路段基本平行。
上海轨道交通二号线在道路西段附近设有上海科技馆站。

## 周边建筑物
- 世纪公园
- 上海科技馆
- 浦东新区人民政府
- 证大大拇指广场
- 联洋广场
- 上海市进才实验中学

## 交汇道路（由西向东）
- 政环路
- 合欢路
- 民生路
- 长柳路
- 金松路
- 芳甸路
- 紫槐路
- 丁香路